# Барранкілья
Барранкі́лья (ісп. Barranquilla, МФА: [baraŋkiɟʝa]) — місто на півночі Колумбії, у гирлі річки Магдалени, приблизно за 10 км від Карибського моря. Адміністративний центр департаменту Атлантико. Головний морський і річковий порт країни.
Промисловий і торговий центр. Важливий морський і річковий порт країни, який здатний приймати океанські судна, є центром вивозу кави, шкіри, нафтопродуктів. В місті діє аеропорт. Тут розвинена текстильна, харчова, взуттєва, металообробна, деревообробна, хімічна, тютюнова, цементна, нафтопереробна промисловість; ремонт суден.

## Історія
На відміну від інших міст Колумбії, таких як Картахена чи Богота, Барранкілья не була заснована в іспанський колоніальний період і не була заснована на доколумбовому місці. Перша згадка про нинішню територію Барранкільї датується 1533 роком і була написана Гонсало Фернандесом де Ов'єдо-і-Вальдесом. Він описує маршрут Педро де Ередіа, засновника Картахени, за кілька тижнів до того, як він заснував це місто, і каже, що це був пункт висадки каное для індіанців Санта-Марти всередині країни. Однак відомо, що індіанці Камаш населяли цей район, і саме поселення було засноване приблизно в 1629 році. З цієї причини місто святкує не своє заснування, а радше дату, коли воно було проголошене містом 7 квітня 1813 року.
7 квітня 1813 року, який пізніше відзначався як «День Барранкільї» («el Día de Barranquilla»), президент-губернатор Вільної та Незалежної Держави Картахена, Мануель Родрігес Торісес, надав титул «villa» до міста, таким чином дозволяючи йому користуватися певними привілеями, і роблячи його столицею департаменту Барловенто (або Тьєррадентро), на знак визнання доблесті та патріотизму, проявленого містом у захисті міста Картахени, яке виступало за незалежність де Індіас проти роялістської фортеці Санти-Марти.

## Населення
На 2018 рік у місті проживає 1,206,319 осіб.
| Year                    | Pop.      | ±%      |
| ----------------------- | --------- | ------- |
| 1905                    | 38,555    | —       |
| 1938                    | 150,395   | +290.1% |
| 1951                    | 279,627   | +85.9%  |
| 1964*                   | 498,301   | +78.2%  |
| 1973*                   | 703,488   | +41.2%  |
| 1985*                   | 899,781   | +27.9%  |
| 1993*                   | 1,026,370 | +14.1%  |
| 2005*                   | 1,112,889 | +8.4%   |
| 2018*                   | 1,206,319 | +8.4%   |
| Джерело: * Перепис DANE |           |         |

## Клімат
| Місяць                                                                | Січ  | Лют  | Бер  | Квіт | Трав | Черв | Лип  | Сер  | Вер  | Жов  | Лист | Груд | Рік   |
| --------------------------------------------------------------------- | ---- | ---- | ---- | ---- | ---- | ---- | ---- | ---- | ---- | ---- | ---- | ---- | ----- |
| Абсолютний максимум, °C                                               | 38.2 | 37.6 | 37.8 | 39.5 | 39.3 | 39.8 | 39.2 | 39.0 | 38.4 | 38.6 | 38.4 | 39.5 | 39.8  |
| Середня температура °C                                                | 26.5 | 26.7 | 27.0 | 27.5 | 28.1 | 28.1 | 27.9 | 27.9 | 27.6 | 27.2 | 27.4 | 26.9 | 27.4  |
| Абсолютний мінімум, °C                                                | 18.0 | 18.0 | 18.8 | 18.8 | 18.0 | 20.5 | 19.4 | 20.9 | 20.0 | 14.9 | 18.5 | 19.5 | 14.9  |
| Норма опадів, мм                                                      | 1    | 0    | 1    | 24   | 116  | 85   | 67   | 107  | 154  | 164  | 74   | 27   | 822   |
| Середня кількість дощових днів                                        | 0    | 0    | 0    | 4    | 9    | 9    | 7    | 10   | 13   | 15   | 8    | 2    | 78    |
| Середня відносна вологість (%)                                        | 78   | 77   | 76   | 78   | 80   | 81   | 80   | 81   | 83   | 84   | 83   | 80   | 80    |
| Середні місячні години сонячного сяйва                                | 283  | 245  | 241  | 211  | 187  | 194  | 217  | 208  | 166  | 167  | 191  | 252  | 2,561 |
| Джерело: Instituto de Hidrologia, Meteorologia y Estudios Ambientales |      |      |      |      |      |      |      |      |      |      |      |      |       |

## Уродженці
- Шакіра — співачка
- Софія Вергара — акторка, модель

## Міста-побратими
- Буенос-Айрес, Аргентина
- Тампа, США
- Нанкін, Китай
- Гаосюн, Китайська Республіка (Тайвань)